# Hermigua
Hermigua est une commune de la province de Santa Cruz de Tenerife dans la communauté autonome des Îles Canaries en Espagne. Elle est située au nord de l'île de La Gomera.
Hermigua est située dans la vallée la plus riche en eau de La Gomera. Elle est approvisionnée en eau durant toute l'année par le Rio del Cedro permettant à la commune de vivre essentiellement de l'agriculture.
Le Parc national de Garajonay, qui se trouve en partie sur le territoire de la commune de Hermigua, se trouve à 6 km à l'est du centre.

### Localisation

Localisation de l'île de La Gomera
dans les Îles Canaries.

Localisation d'Hermigua dans l'île de La Gomera.

## Géographie

### Communes limitrophes
|       | Océan Atlantique                      |                            |
| Agulo | Hermigua                              | San Sebastián de la Gomera |
|       | Alajeró et San Sebastián de la Gomera |                            |

### Villages de la commune

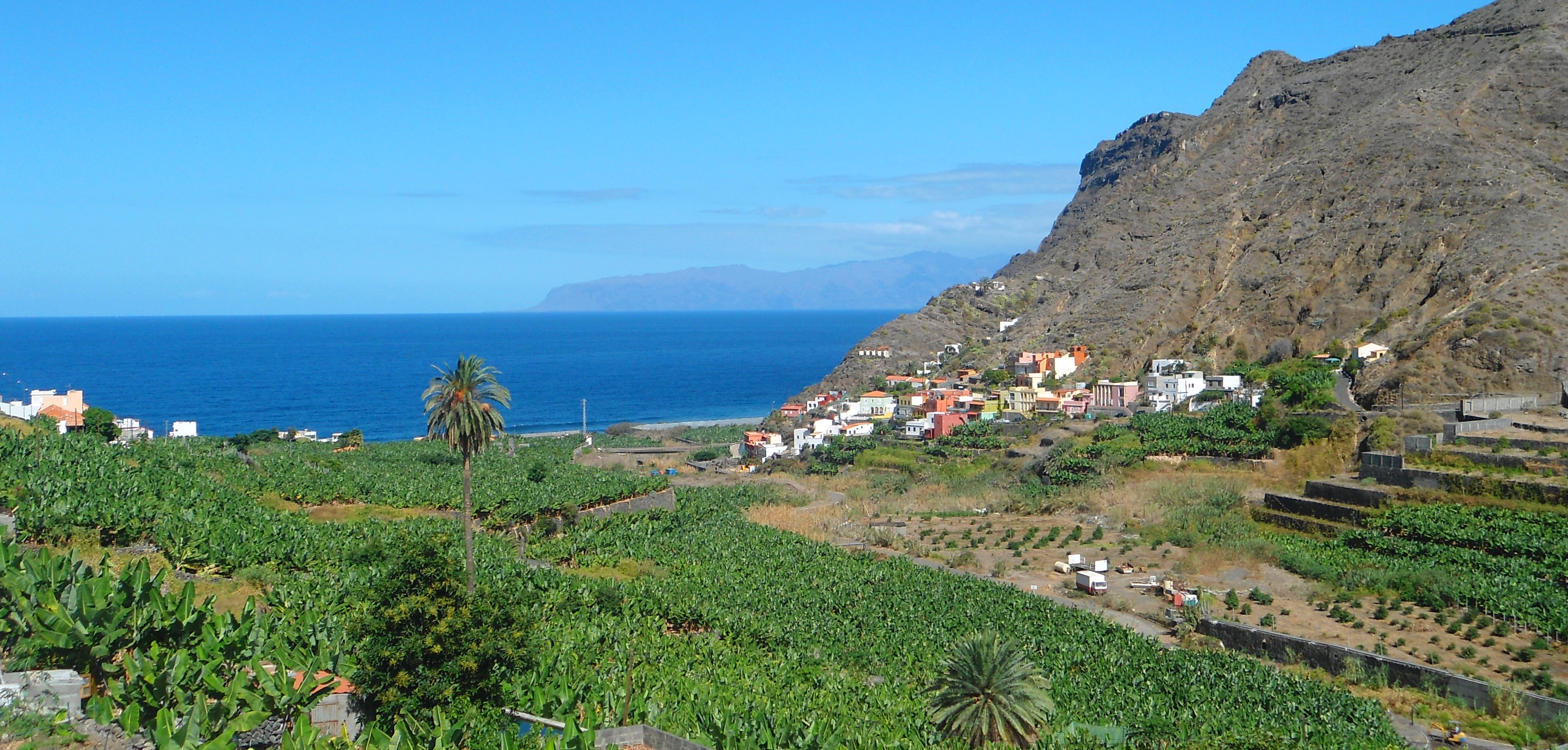
Village de Santa Catalina.

Entre parenthèses figure le nombre d'habitants de chaque village en 2007.
- Hermigua (433)
- Los Aceviños (81)
- Las Cabezadas (62)
- Callejon de Ordaiz (122)
- Las Casas (212)
- El Cedro (29)
- El Corralete (34)
- El Curato (110)
- El Estanquillo (136)
- Las Hoyetas (81)
- Ibo Alfaro (104)
- Llano Campos (94)
- Monteforte (59)
- Las Nuevitas (121)
- El Palmarejo (34)
- Piedra Romana (145)
- Las Poyatas (69)
- Santa Catalina (139)
- El Tabaibal (105)

## Démographie
| Année | Population | Densité       |
| ----- | ---------- | ------------- |
| 1991  | 2 120      | 53,44 hab/km² |
| 1996  | 2 150      | 54,20 hab/km² |
| 2001  | 2 038      | 51,37 hab/km² |
| 2002  | 2 151      | 54,22 hab/km² |
| 2003  | 2 167      | 54.63 hab/km² |
| [2004 | 2 176      | 54,85 hab/km² |
| 2006  | 2 147      | 54,12 hab/km² |
| 2007  | 2 170      | 54,7 hab/km²  |
| 2009  | 2.203      | 55,53 hab/km² |
| 2010  | 2 167      | 53,4 hab/km²  |

## Patrimoine
- Église Santo Domingo de Guzmán ainsi que le couvent du même nom construits entre 1515 et 1520 et situés à Valle Alto.

Dans les environs :
- Les rochers Roques de San Pedro
- La plage et les bananeraies de Santa Catalina
- La forêt Bosque del Cedro
- La cascade de El Chorro
- La réserve naturelle de Majona